# Hoguera de San Roque
La Hoguera de San Roque es un festejo popular que se puede encontrar en distintos lugares de la geografía española como San Roque del Acebal (Asturias), Calzada del Coto (León), Cogollor (Guadalajara), en pueblos de Burgos (Hontanas, Palazuelos de Muñó o Villambroz) o Valladolid.
En la noche del 15 al 16 de agosto se quema una hoguera en honor de san Roque, y la costumbre es echar un palo en la hoguera pidiendo protección al santo por los animales. 
Antiguamente, el desarrollo de la fiesta era el siguiente:
- Por la tarde, los mozos del pueblo se encargaban de ir al monte con dos carros, de vacas y de mulas, para traer la leña de roble con que hacer la hoguera.

- A la vuelta del monte, iban a la casa del alcalde y a la del cura, en donde les cantaban unas coplas y recibían vino y una propina en dinero.

- Durante el trayecto por las calles iban cantando todos los mozos sobre los carros llenos de leña. Los animales que tiraban del carro eran adornados.

- Los más pequeños corrían detrás de los carros.

Actualmente:
- Los carros se han ido sustituyendo por tractores.

- No siempre se hace el pase con el carro de la leña.

- La participación es mixta: chicos y chicas.

- Datos: Q5900876